# Jagodno (Wrocław)
Jagodno – peryferyjne osiedle w południowej części Wrocławia, graniczące na wschodzie z osiedlem Brochów i wsią Iwiny, na północy z Wojszycami, na wschodzie i południowym wschodzie z Lamowicami Starymi oraz z Żernikami Wrocławskimi.
Główną ulicą osiedla, łączącą je z centrum Wrocławia, jest ul. Buforowa, która wchodzi w skład drogi wojewódzkiej nr 395 łączącej Wrocław przez Strzelin i Ziębice z Paczkowem. Pod koniec XX wieku zabudowania Jagodna skupione były wzdłuż trzech przecznic ulicy Buforowej – Brzozowej, Jagodzińskiej i Dróżniczej, a także na pograniczu z Brochowem (Konduktorska, Dróżnicza, Tunelowa, Sygnałowa, Ekspresowa, Zwrotnicza, Hipolita Cegielskiego).

## Historia
Osada powstała na początku XX wieku jako kolonia Brochowa i zapożyczyła nazwę (niem. Lamsfeld Siedlung) od sąsiednich Lamowic Starych (Lamsfeld). Po wojnie obie osady – przyfolwarczną wieś Lamsfeld i kolonię Lamsfeld Siedlung – przemianowano na Jagodno, ale mieszkańcy wsi wymogli na władzach zmianę nazwy (na Lamowice Stare) nawiązującą do przedwojennej i odróżniającą ich od kolonii. W 1951 obie przyłączono do Wrocławia, razem z sąsiadującym Brochowem i Wojszycami.
W latach 80. XX w. wybudowano tu kościół pod wezwaniem Miłosierdzia Bożego, a w latach 90. XX w. rozpoczęto realizowanie chronionego osiedla mieszkaniowego według projektu arch. Franciszka Tołoczki, składającego się z dwu-, trzy- i czterokondygnacyjnych budynków wielorodzinnych.
Intensywny rozwój osiedla Jagodno rozpoczął się w 2003 roku, wraz z budową przez wrocławską firmę Archicom pierwszego z serii zamkniętych osiedli „Cztery Pory Roku” przy ul. Vivaldiego.

## Wybory parlamentarne w 2023 roku
O osiedlu zrobiło się głośno w mediach ogólnopolskich po wyborach parlamentarnych 2023, kiedy to 15 października odnotowano tam rekordowe kolejki do lokalu wyborczego liczące około 1000 osób w szczytowym momencie. Według informacji komisji ostatni głos został tam oddany kilkanaście minut przed godziną 3 rano, 16 października, czyniąc obwodową komisję 148 ostatnią, w której oddano głos podczas wyborów w 2023. W tym obwodzie oddano 2739 ważnych głosów z 4125 uprawnionych wyborców.
Sytuacja ta była spowodowana gwałtownym rozrostem osiedla na przestrzeni ostatnich 4 lat, ale nie było widoczne w liczbie mieszkańców zameldowanych. Ostateczna liczba uprawnionych do głosowania wyborców wzrosła blisko dwukrotnie w stosunku do oficjalnej liczby osób deklarujących Jagodno jako stałe miejsce zamieszkania (i komisję obwodową nr 148 jako miejsce głosowania). Lokal wyborczy (budynek rady osiedla przy ulicy Jagodzińskiej 15) okazał się za mały na taką liczbę wyborców. Z tego powodu powstały znaczne opóźnienia i kolejki, w których wyborcy czekali blisko 6 godzin by oddać głos. Ostatecznie frekwencja wyniosła w tym obwodzie 66,40%, natomiast o godzinie 17, gdy średnia ogólnopolska zbliżała się do 57%, w obwodzie 148 było to zaledwie 29,89%. Dodatkową komplikacją był fakt, że w radzie osiedla przy Jagodzińskiej 15 mieściły się dwa różne lokale wyborcze (oprócz komisji obwodowej nr 148 jeszcze komisja obwodowa nr 147, do której przypisani są mieszkańcy ulic na pograniczu Jagodna i Brochowa).